# Samassi
Samassi (sardisk: Samàssi) er en by og en kommune (comune) i provinsen Sud Sardegna i regionen Sardinien i Italien. Byen ligger i 56 meters højde og har 5.196 indbyggere (2016). Kommunen har et areal på 42,04 km² og grænser til kommunerne Furtei, Sanluri, Serramanna og Serrenti.